# Stigma (bolest)
Stigma (grč. imenica koja dolazi od korijena čije je značenje "naglasiti, istaknuti, označiti") znači negativno obilježavanje osobe samo zato što ima dijagnozu psihičke bolesti, a najčešće se to odnosi na shizofreniju. Ona je povezana s predrasudama, tj. negativnim stavovima koji su utemeljeni na pogrešnim činjenicama da se shizofrenija ne može liječiti.
Ranije taj termin nije imao negativno značenje koje mu se danas pridaje. U Novom zavjetu i ranom kršćanstvu termin je bio povezan s Kristovim ranama. U latinskom stigma ima negativno značenje. Grčka riječ preuzeta je metaforički i predstavlja oznaku srama ili degradacije.
Stigma je, u načelu, uzrokovana kombinacijom neznanja i straha, što je podloga stvaranju ukorijenjenih mitova i predrasuda. Gledajući povijesno, shizofrenija je kao bolest ostala za javnost jedno od rijetkih medicinskih područja uz čiji se spomen vezuje osjećaj nelagode, straha, predrasuda i izbjegavajućeg ponašanja.
Kombinacija teške psihičke bolesti, diskriminacije i stigmatiziranosti može biti pogubna za psihičke bolesnike i kroz povijest je igrala veliku ulogu u njihovoj emocionalnoj i socijalnoj izoliranosti od drugih ljudi te produbljivanju njihovih patnji. Česta posljedica stigme jest diskriminacija koja spada u tešku povredu osnovnih ljudskih prava. Psihički bolesnici se često i neopravdano doživljavaju kao opasni, nesposobni i neodgovorni što uzrokuje njihovu izolaciju, beskućništvo i ekonomsko propadanje. Time se uvelike smanjuju mogućnosti za normalan život, rad, liječenje, rehabilitaciju i povratak u društvenu zajednicu.
Zbog diskriminacije, osoba sa psihičkim poteškoćama se često socijalno izolira i osamljuje te se osjeća neshvaćenom. Srećom, postoje pokazatelji kako se diskriminacija smanjuje u pojedinim društvima. Tomu pridonosi tolerancija i razumijevanje koji zamjenjuju predrasude i stigmatizaciju. 
Također, mediji su ti koji često povezuju psihičke bolesnike i sklonost kriminalnim djelima, iako se dobro zna da ne postoji signifikantna povezanost. No ta se činjenica prešućuje, a sve u cilju poboljšanja marketinške dobiti koja je bazirana na bombastičnosti i pikantnim naslovima.